# Kurt Stand
Kurt Alan Stand (* 1954 in New York) ist ein US-amerikanischer Gewerkschaftsfunktionär und Mitglied der Democratic Socialists of America.
Bei Auswertung der Rosenholz-Agentenkartei stieß die CIA auf den Decknamen „Junior“, der als Kurt Stand identifiziert wurde. Er wurde 1997 vom FBI unter Spionageverdacht für die DDR verhaftet und 1999 von einem Distriktgericht im US-Bundesstaat Virginia in einem Indizienprozess zu 17 Jahren Haft verurteilt. Seine Verteidiger sprachen damals von manipulierten Beweismitteln. Kurt Stand strebte eine Verfahrenswiederaufnahme und juristische Rehabilitierung an. Stand bestreitet bis heute seine Schuld.
Stand schreibt regelmäßig Artikel für die deutsche Tageszeitung junge Welt. Im Januar 2013 wurde er aus dem Gefängnis entlassen.